# Castello di Norham
Il castello di Norham è una costruzione parzialmente caduta in rovina che si trova nel Northumberland in una posizione che domina il fiume Tweed al confine fra l'Inghilterra e la Scozia.

## Di mano in mano
Il castello venne fondato da Rainulfo Flambard vescovo di Durham in un periodo compreso fra il 1121 e il 1128 con l'intenzione di proteggere le proprie proprietà vescovili nel nord del Northumberland dalle invasioni degli scozzesi.
Nel 1136 Davide I di Scozia invase il Northumberland e conquistò anche Norham, presto il vescovado se lo riprese, ma solo due anni dopo gli scozzesi se ne riappropriarono nuovamente. Questi continui passaggi di mano ed invasioni danneggiò seriamente il castello che rimase in stato di degrado finché Ugo Puiset, vescovo di Durham dal 1153 al 1195 iniziò dei lavori di ristrutturazione.
Nel 1174 Ugo appoggiò una ribellione contro Enrico II d'Inghilterra ed il Northumberland fu nuovamente invaso dagli scozzesi sotto la guida di Guglielmo I di Scozia, i ribelli vennero battuti e Ugo fu costretto a cedere Norham alla corona. Il castello venne quindi posto sotto il comando di un conestabile nominato dal re e dentro le sue mura fu piazzata una guarnigione di soldati reali. Questo stato di cose continuò fino al 1197 quando il castello venne restituito a Philip di Poitou (morto il 22 aprile 1208) successore di Ugo che era leale a Giovanni d'Inghilterra, quando poi questi morì Norham ritornò sotto il controllo reale.

## Gli inutili assedi
Nel 1209 il castello ospitò re Giovanni e Guglielmo di Scozia, quest'ultimo infatti era venuto per rendere omaggio al re inglese per le terre che gli erano state concesse. Fino al 1211 Giovanni mantenne il castello in buono stato e sempre ben fornito di uomini, accorgimenti che si rivelarono utili quando nel 1215 Alessandro III di Scozia, figlio di Guglielmo, assediò Norham per diversi giorni senza successo, alla fine, nel 1217 esso venne restituito nuovamente al vescovado di Durham.
Anche Edoardo I d'Inghilterra visitò il castello diverse volte, una di queste fu nel 1292 quando ricevette Giovanni di Scozia che si era recato lì per rendergli omaggio, nel 1296 Edoardo lanciò una delle sue tante campagne contro gli scozzesi e la seconda moglie Margherita rimase a Norham.
Nel corso del XIV secolo gli scozzesi fecero parecchie invasioni in Inghilterra, ma Norham non fu mai un loro obiettivo, solo nel 1318 Robert Bruce lo assediò per quasi un anno senza riuscire a prenderlo, anche l'anno successivo venne posto sotto assedio per sette mesi, ma resistette nuovamente e così ancora nel 1322. In tutte queste occasioni il castello era sotto il comando di Thomas Grey che era stato preso dagli scozzesi nella Battaglia di Bannockburn del 1314.

## Da importante base militare all'abbandono
La prima metà del XV secolo fu di relativa pace per il castello che poté essere quindi restaurato nuovamente e le sue difese vennero ripristinate completamente, Norham tornò poi in attività durante la guerra delle due rose quando era detenuto dagli Yorkisti che combattevano sotto la guida di Edoardo IV d'Inghilterra. Nel 1463 i Lancaster lo posero sotto assedio per 80 giorni senza ricavarne nulla, nel 1464 i comandanti del castello si votarono ai Lancaster, ma gli York gli si scagliarono addosso riconduncendoli dalla loro parte.
A guerra finita il castello tornò di nuovo ai vescovi di Durham, nella fattispecie a Richard Foxe che ne rafforzò le difese. Nel 1497 Giacomo IV di Scozia lo pose nuovamente sotto assedio impiegando anche dell'artiglieria per fare breccia nelle mura, un'armata inglese soccorse il presidio di Norham, gli scozzesi vennero scacciati e i danni riparati.
Nel 1513 Giacomo ci riprovò di nuovo, invase l'Inghilterra e puntò dritto al castello, ancora una volta usò dell'artiglieria per diversi giorni di seguito finché la sua parte più esterna venne presa dagli scozzesi. Poco dopo l'intera guarnigione inglese si arrese e i sistemi difensivi vennero distrutti. Giacomo da lì si mosse verso sud, incontrò gli inglesi alla Battaglia di Flodden Field, lui fu ucciso e il castello tornò in mano agli uomini di Enrico VIII d'Inghilterra.
Norham venne quindi visitato da William Frankelayn, il cappellano del cardinale Thomas Wolsey, il 29 agosto 1515 e lo trovò tutto sommato in buono stato. Nello stesso tempo il reggente John Stewart, duca di Albany progettava di sferrare un attacco contro il Clan Home che aveva la propria residenza nei pressi del confine con l'Inghilterra.
Fu ancora un vescovo di Durham, Thomas Ruthall (morto il 4 febbraio 1523) a rimettere in piedi il castello attraverso un'ingente ristrutturazione che venne completata nel 1521, alla sua morte Norham andò sotto il comando di William Dacre, III barone Dacre (1493 circa-18 novembre 1563) e poiché i conflitti con gli scozzesi continuarono per tutto il secolo Norham fu mantenuto sempre in buono stato e in grado di fronteggiare assedi ed invasioni.
Nel 1550 l'ingegnere Richard Lee (1513-1575) insieme a Thomas Palmer (morto nel 1553) e Robert Bowes (forse 1495-1554) ispezionarono il castello e quattro anni dopo esso venne nuovamente restaurato sotto l'egida del vescovo Cuthbert Tunstall. Poi mano a mano che fra Inghilterra e Scozia i rapporti divennero più distesi la guarnigione di uomini presso Norham venne ridotta e le difese si deteriorarono sempre di più. Entro la fine del XVI secolo il castello cominciò a cadere in rovina e nel 1596 Elisabetta I d'Inghilterra proibì a Robert Carey, I conte di Monmouth (1560 circa-12 aprile 1639) di spendere alcunché per riattarlo.
Norham non era destinato ad altre battaglie e quando al trono salì Giacomo VI di Scozia esso venne donato a George Home, I conte di Dunbar e da quel momento si avviò alla definitiva rovina.